# ジャン・オノレ・フラゴナール

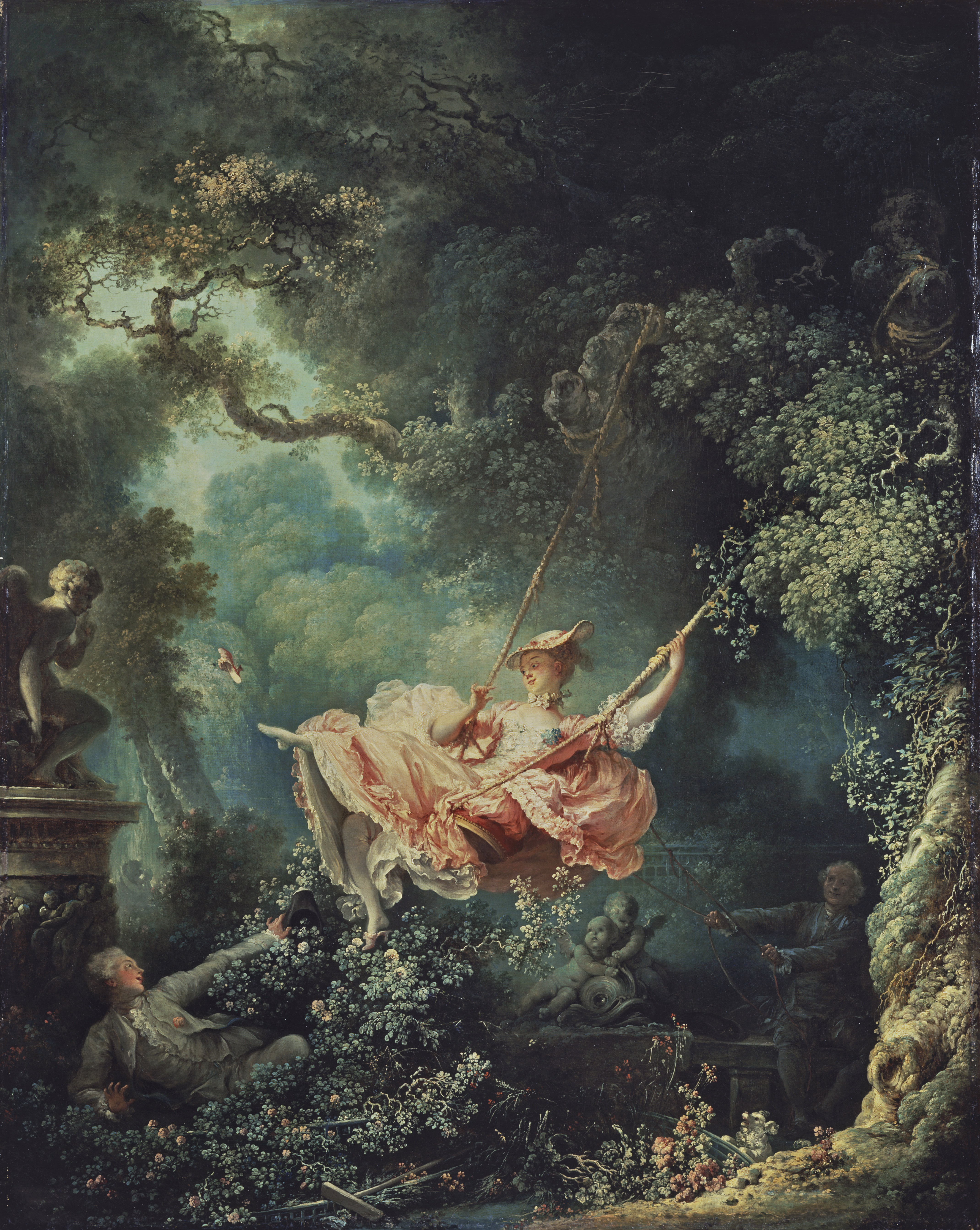
ぶらんこ 1768頃 ウォレス・コレクション（ロンドン）蔵

ジャン・オノレ・フラゴナール（Jean Honoré Fragonard、1732年4月5日 - 1806年8月22日）は、ロココ期のフランスの画家。
西洋美術史において、18世紀はロココの世紀であった。フラゴナールは、その18世紀の後半のフランスを代表する画家である。フランス・ロココ美術の典型的な画家であるとともに、時代の変化のなかで、ロココ時代の最後を飾った画家ともいえる。

## 生涯
1732年、コート・ダジュール（南フランス）のカンヌに近いグラースで、皮手袋製造業を営むイタリア系の家庭に生まれた（父はフランソワ・フラゴナール、母はフランソワーズ・プティ）。1738年、家族とともにパリに出て、シャルダンとブーシェという、作風の全く違う2人の巨匠に短期間ではあったが師事した。ブーシェの下ではタピスリのデザインといった仕事を手伝ったと考えられる。またフラゴナールは師のブーシェやレンブラントの作品をコピーすることで修行を続けた。20歳の時にフランスの王立絵画彫刻アカデミー主催のコンクールである「ローマ賞」1等賞を受賞し、国費でローマ留学をする権利を得た。だがこのときの提出作品である《偶像に犠牲を捧げるジェロボアム》にはブーシェよりもシャルル＝アンドレ・ヴァン・ロー的な「大様式」grand mannerの影響がみられる。
1753年にフラゴナールは王立特待生学校（当時の院長はシャルル＝アンドレ・ヴァン・ロー）に入学し、1756年まで同校に在籍し歴史画家としての教養を身に着けた。
1754年から1755年までフラゴナールは装飾画家としてのキャリアを積んだ。このころ描いた「四季」連作には、同主題を繰り返し描いたブーシェの影響がみられる。ブーシェの影響はさらにこの時期にフラゴナールが制作した神話画にも顕著である。
1756年、フラゴナールはローマに到着し、5年間をこの地で過ごした。だが、この時期のフラゴナールの活動の内容は現在までのところよくわかっていない。
1761年にパリにもどってからは、主にコレクターのために作品を制作した。
1765年にはパウサニアスの著作からとられた、それほど有名でない主題に基づく油彩作品《コレスュスとカリロエ》（ルーヴル美術館）をアカデミー入会承認のための作品agréeとして制作、「サロン」に出品し、批評家ディドロの絶賛を受けた。
1767年頃、画家としての絶頂期に描かれた『ぶらんこ』は、庭園に設けられたぶらんこに乗る若い女と、それを低い位置からのぞき見る、愛人の貴族男性を描いたものである。ひとつ間違えば下世話になりかねない主題を品良く描いている。
1773年から1774年まで、フラゴナールは徴税請負人ベルジェレとともにイタリアを旅行している。この時期に描いた、巨大な松や杉の木のモチーフが特徴的なイタリア風景をビスタの淡彩で描いた素描が多数現存している。
しかし、ロココ絵画のこうした軽薄な画題はディドロらの百科全書派の批判を招いた。そして、1789年のフランス革命による体制の大変革とともに時代の好みも変わり、ロココ美術も次第に下火になっていった。
1793年、フラゴナールは美術管理委員会メンバーに選ばれ、1800年までルーヴル美術館の収蔵品管理を担当する。
1805年にフラゴナール一家はルーヴル美術館の住居から他の芸術家たちとともに追い出された。晩年は失意と貧困のうちに亡くなったという。

## 代表作

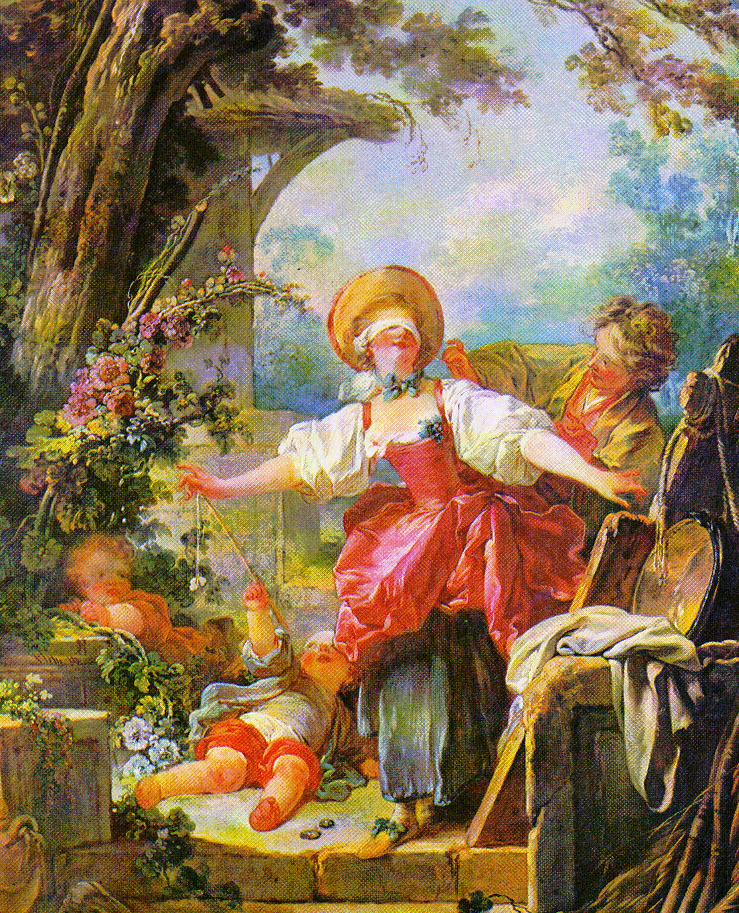
Blind-Man's Buff（1750-1752年頃、トレド美術館）
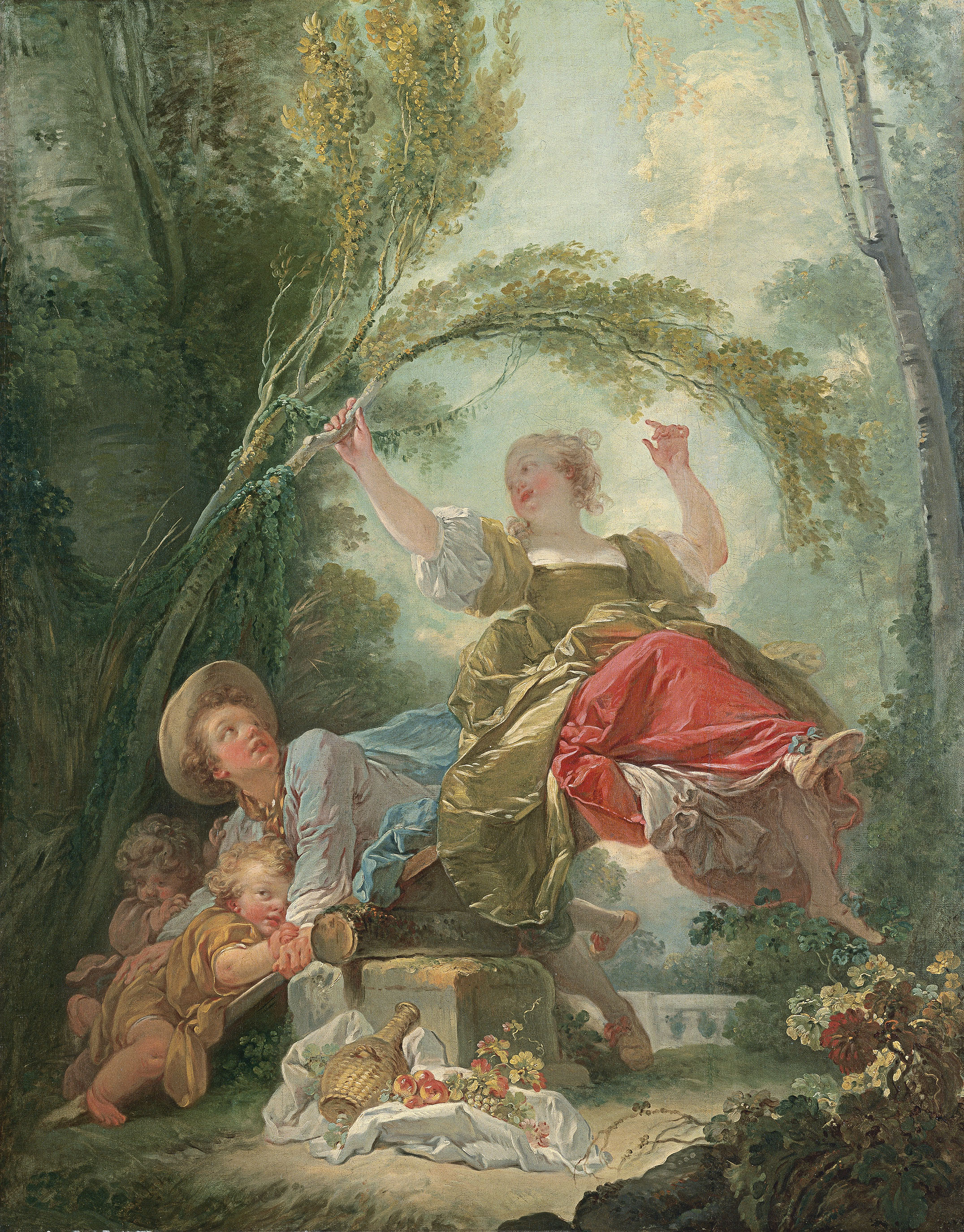
シーソー（1750-1755年頃、ティッセン＝ボルネミッサ美術館）
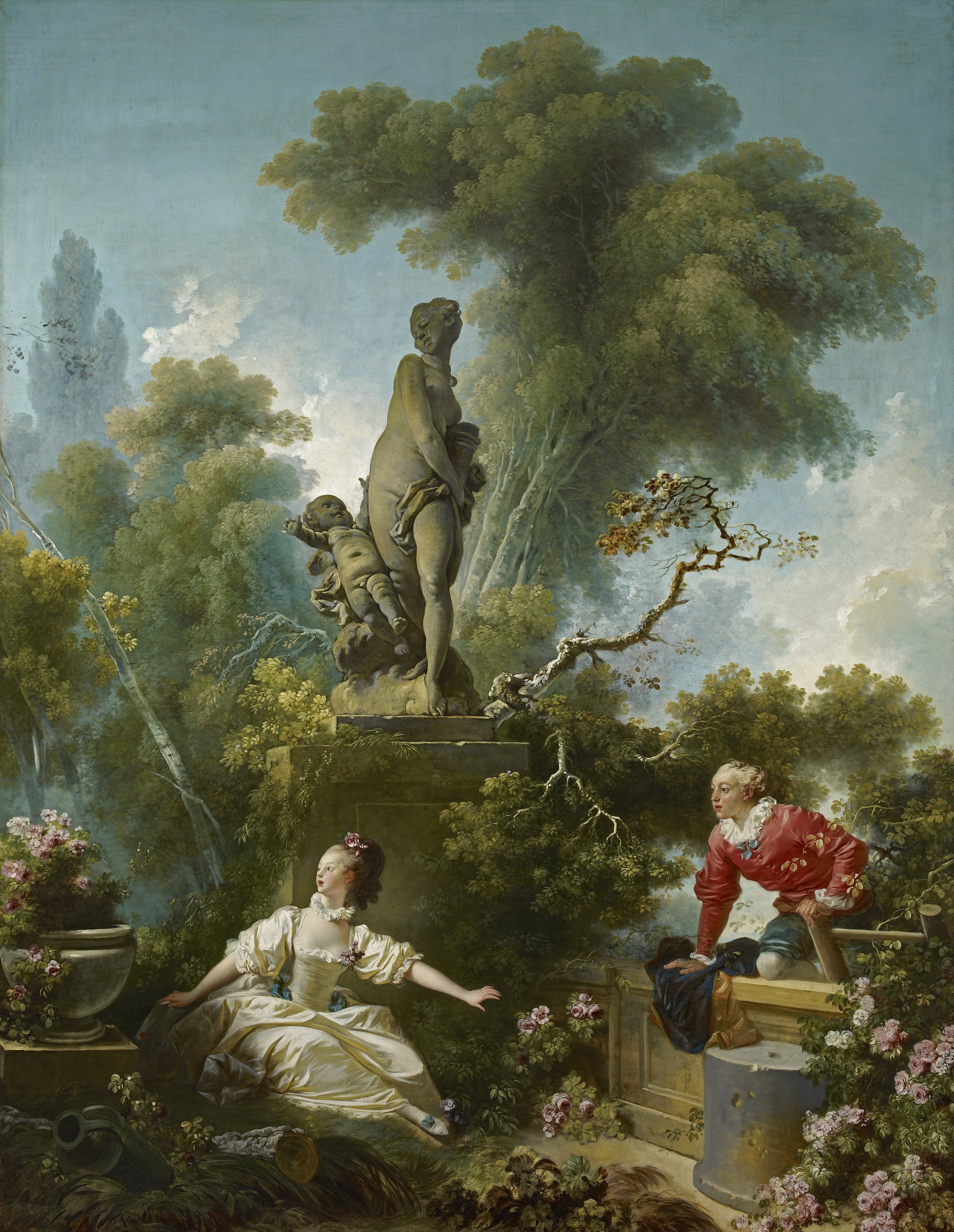
恋の成り行き－逢い引き（1771-1773年頃、フリック・コレクション）
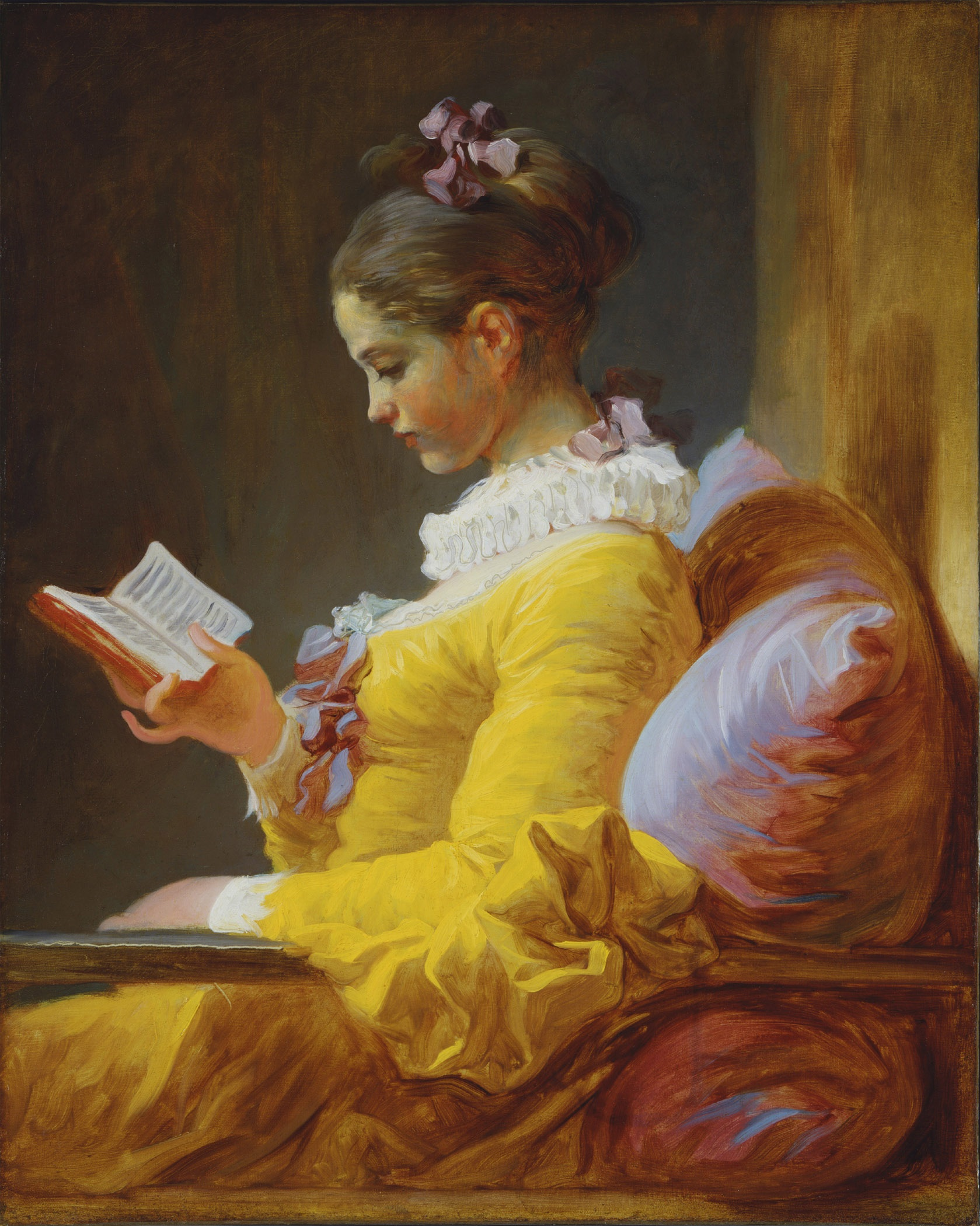
読書する娘（1775年頃、ワシントン・ナショナルギャラリー収蔵）

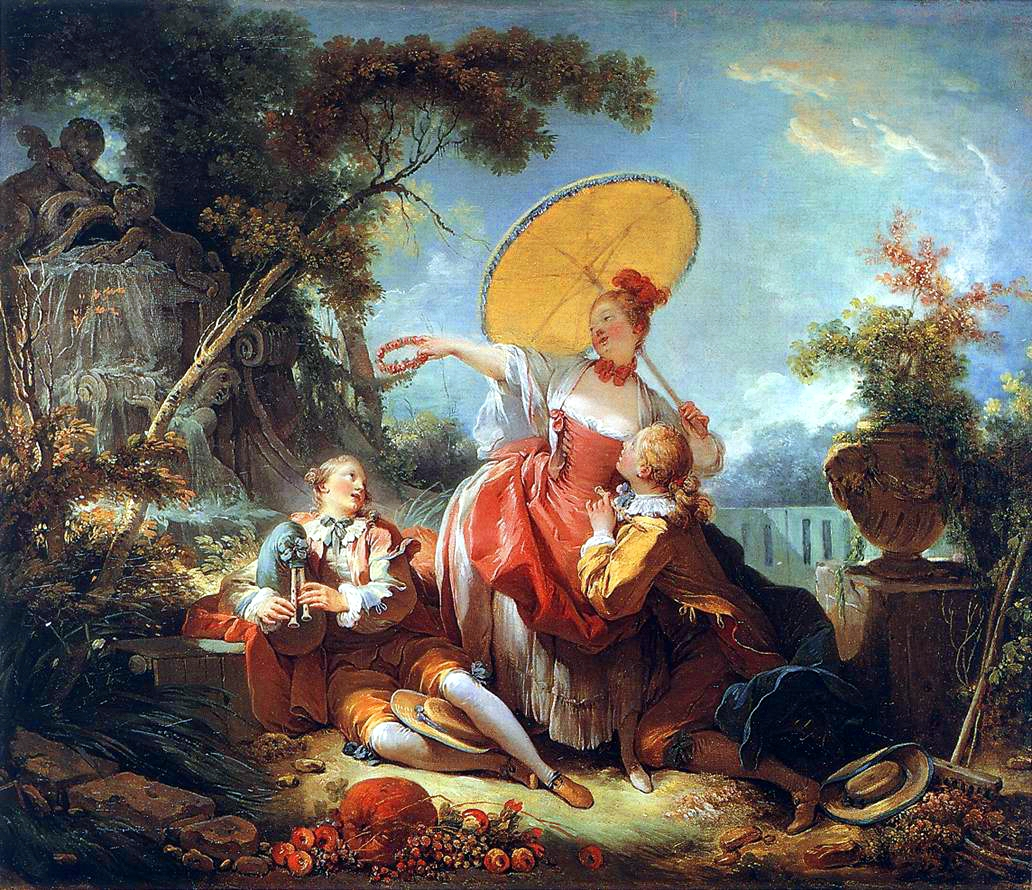
恋人の戴冠（1754-1755年頃、ウォレス・コレクション）
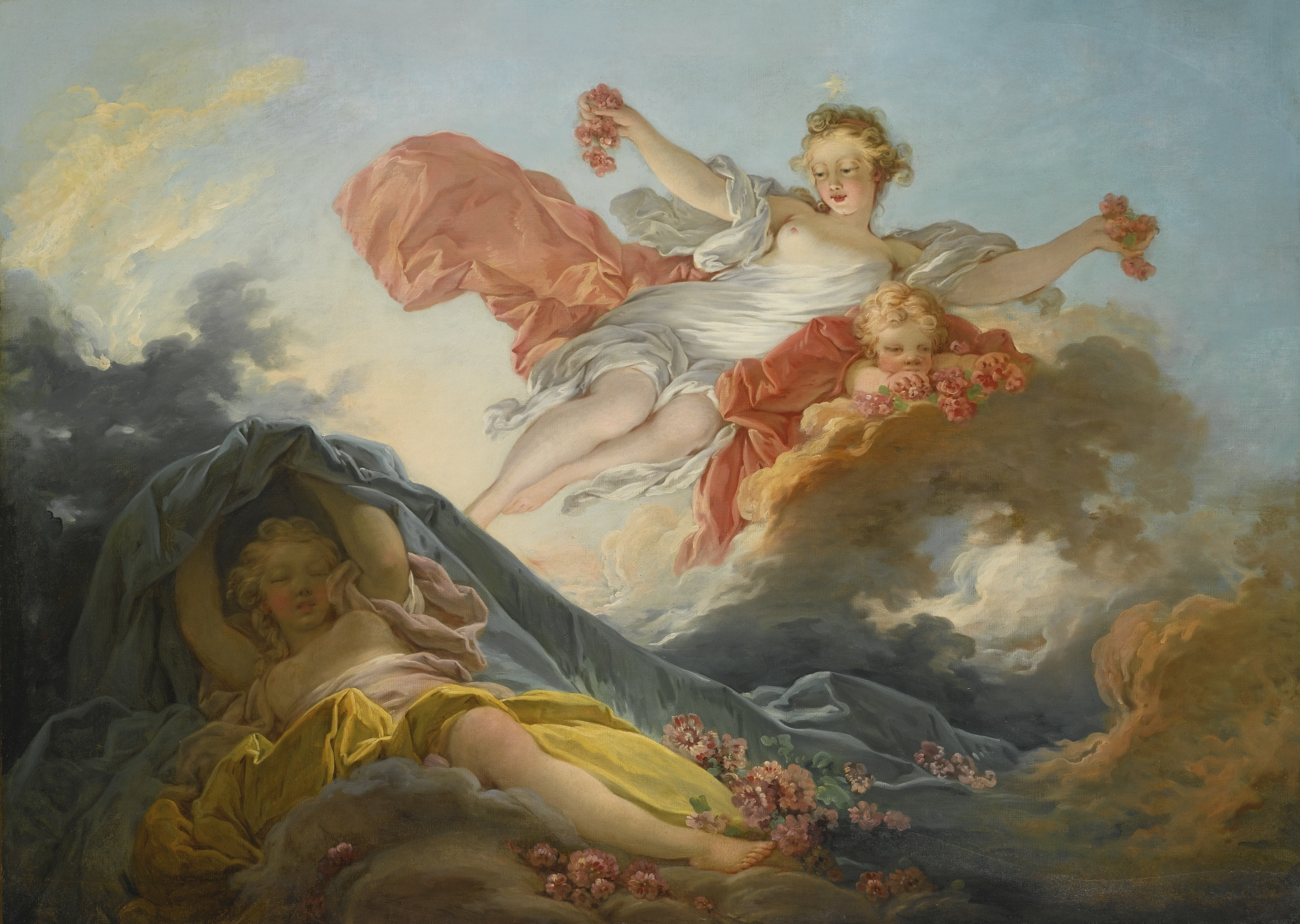
ヴィーナスの目覚め（1755-1756年頃、marché de l'art所蔵）
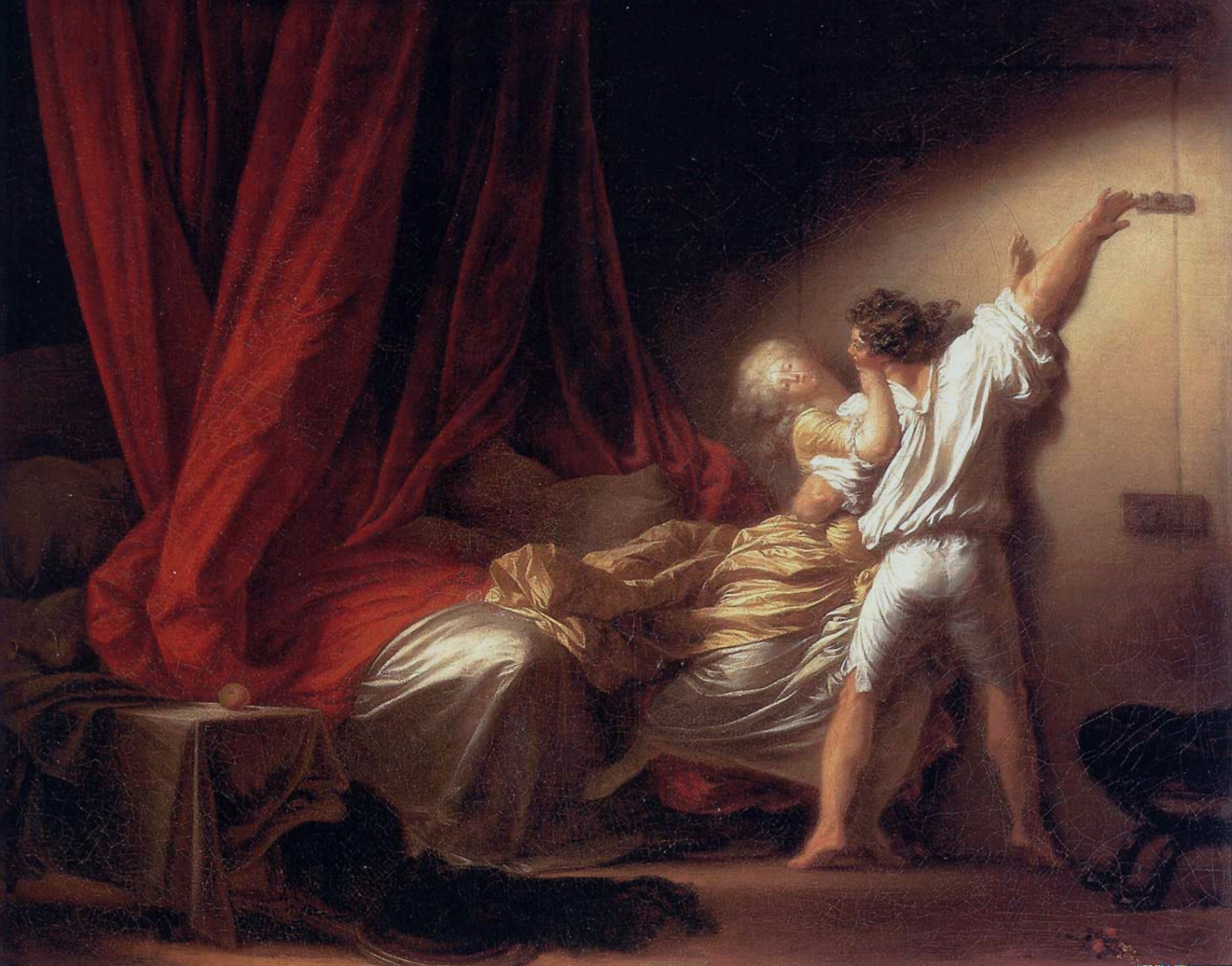
閂（かんぬき）（1780年代前半、ルーヴル美術館収蔵）
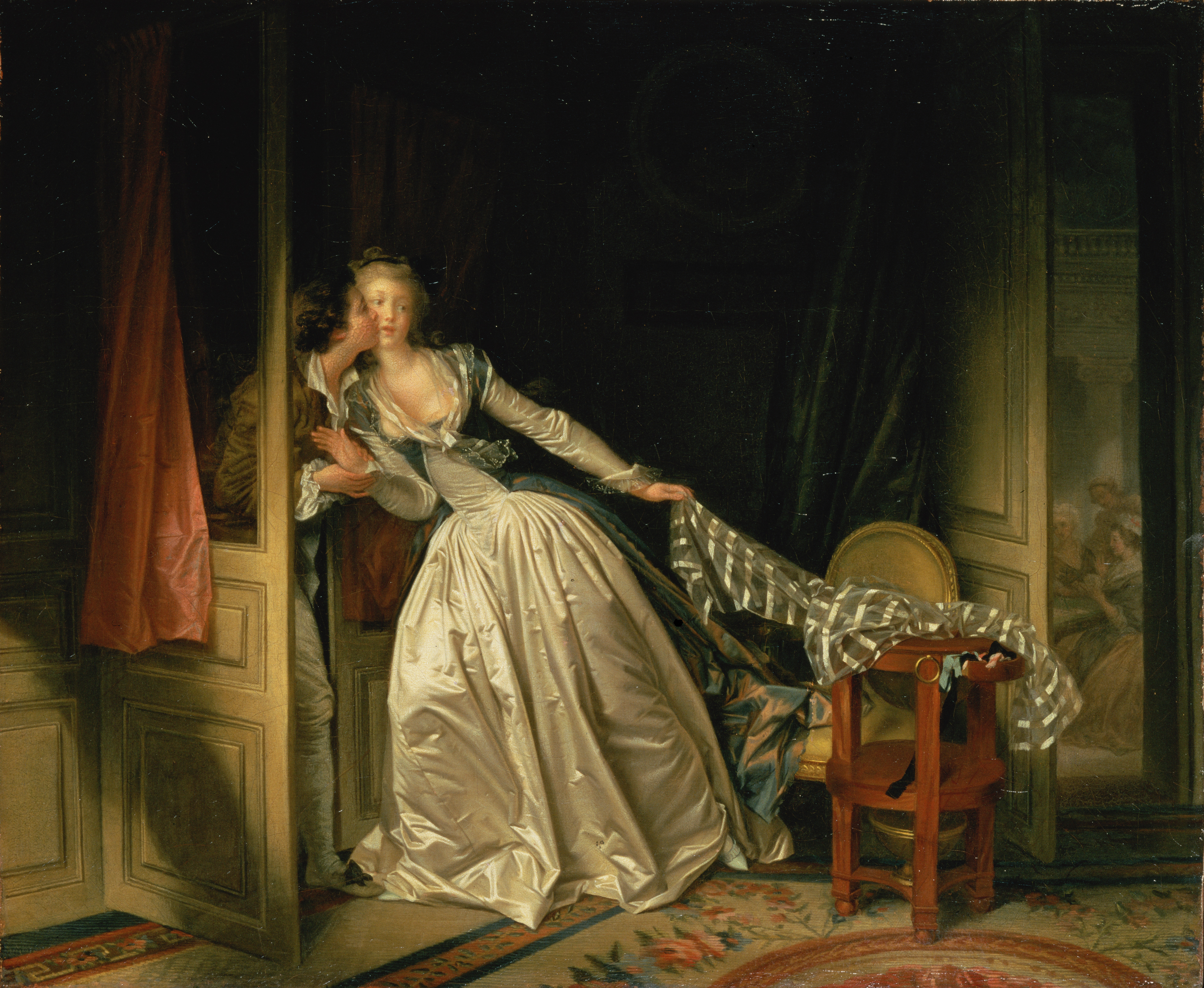
盗まれた接吻（1787年、エルミタージュ美術館収蔵）